# Anne Grethe Jensen
Anne Grethe Jensen (Vejlø, 7 de novembro de 1951) é uma adestradora dinamarquesa. 

## Carreira
Anne Grethe Jensen representou seu país nos Jogos Olímpicos de 1984 e 1988, na qual conquistou a medalha de prata no adestramento individual em 1984.